# 千歳湖
千歳湖（ちとせこ）は、北海道千歳市美々にある沼である。

## 概要
千歳市美々の公立千歳科学技術大学の先にあり、美々川の源流となる沼である。沼の水源は支笏湖カルデラの火砕流堆積物および後支笏湖火山からの降下火山灰に由来する透水性の高い地盤から、伏流水が湧き出たものであり、美々地区開発以前は原野の沼として来る人もほとんどいなかった。美々川は、清流の一つであり、サケが遡上する河川である。
地図では美々公園とも表示されている。

## データ
- 流入河川 : なし
- 流出河川 : 美々川

## 交通
国道36号線を苫小牧市方向に進み、北海道道258号早来千歳線へ左折、千歳線をくぐるアンダーパスを抜け、公立千歳科学技術大学方面に右折すると千歳湖の看板がある。